# توماس جون بنتلي
توماس جون بنتلي هو سياسي كندي، ولد في 3 مايو 1891 في دارتموث في كندا، وتوفي في 2 يونيو 1983 في فانكوفر في كندا. حزبياً، نشط في Co-operative Commonwealth Federation ‏. وقد انتخب عضو المجلس التشريعي من ساسكاتشوان وانتخب عضو مجلس العموم الكندي.